# 우산 모자

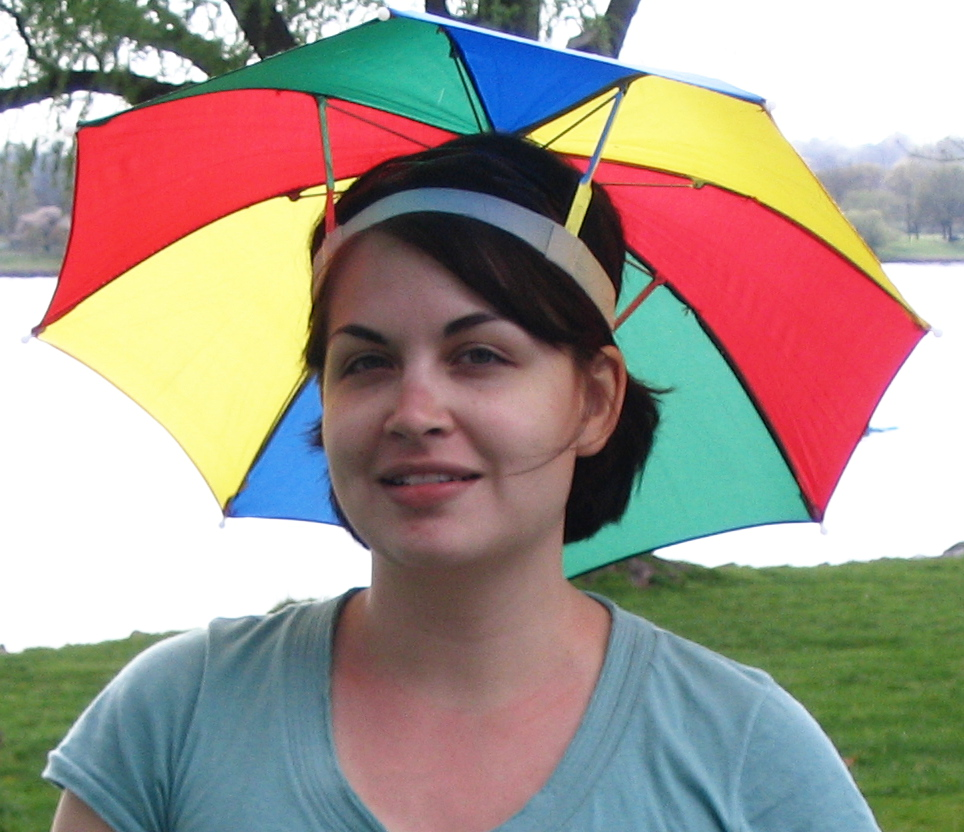
전형적인 우산 모자

우산 모자는 이슬비나 햇빛으로부터 보호하는 역할을 하는 헤드 밴드에 부착된 우산 캐노피다.

## 기술
우산 모자에는 일반적인 우산 캐노피가 있으며 리브는 천이나 플라스틱 덮개를 지지한다. 이 캐노피는 캐노피를 머리 위로 유지하기 위해 다른 모든 리브에 있는 4개의 짧은 샤프트를 통해 헤드 밴드에 연결된다. 캐노피는 일반적으로 접을 수 있으며, 리브와 천은 일반적인 우산처럼 헤드 밴드 축 주위에서 접힌다. 우산 모자는 발명된 국가인 미국의 국기와 같은 국기를 포함하여 다양한 색상과 크기로 만들어지기도 한다.

## 역사

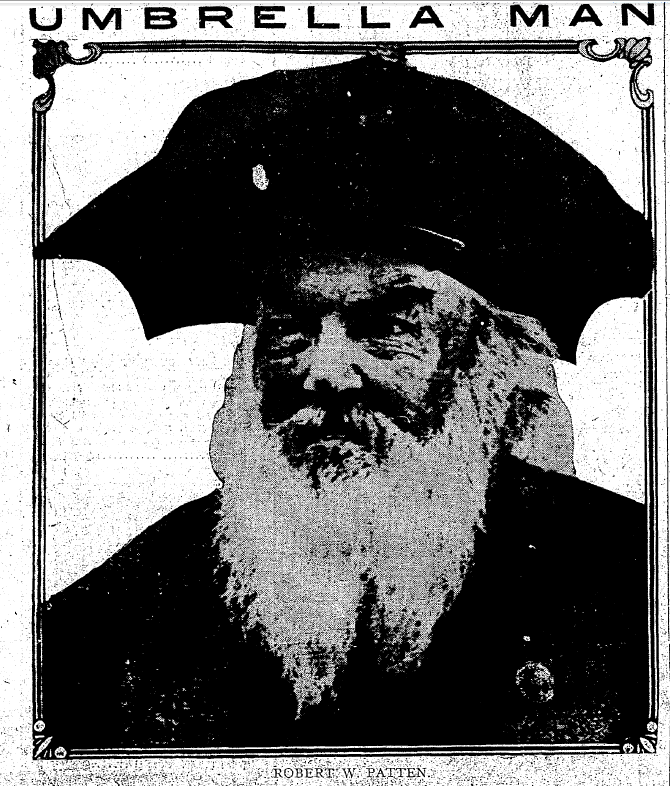
우산 모자의 초기 프로모터 중 한 명인 Robert W. Patten은 워싱턴주 시애틀과 캘리포니아 산호세에서 우산맨으로 알려져 있다.

1880년 12월, 우산 모자에 대한 특허 250,803이 출원되었다.
Robert W. Patten은 그가 멕시코에서 탐사하는 동안 우산 모자를 발명했다고 주장했다. 원래에는 캐노피에 부착된 모기장이 포함되어 있었다. Patten은 1890년대에 시애틀로 이사했고 Umbrella Man 이라고 불렸다. 그는 우산 수리공이 되었고 John Hager의 만화에서 영감을 받아 우산 모자로 Robert Patten을 묘사했다. Patten은 괴짜로 보였고 Hager의 만화는 만화였다.
미국 야구 명예의 전당 루 브록은 우산 모자의 애호가였으며 "brockabrella"라는 버전을 홍보하고 판매하여 20세기 중반에 세인트루이스에서 이 장치가 약간의 인기를 얻었다.
오늘날 우산 모자는 상당히 발전했다. 값싸고 코믹한 별난 물건으로 종종 연관되지만 핸즈프리로 비나 햇빛으로부터 사람을 보호하는 데 사용할 수 있다. 우산 모자는 빗속에서 양손을 사용해야 하는 휠체어 사용자에게 특히 유용하다. 정원사, 자전거 타는 사람, 걷는 사람, 쇼핑객, 사냥꾼, 낚시꾼, 정치인, 일반 육체 노동자에게도 유용하다.

## 참고 문헌
1. 1 2  1987 U.S. Patent Patent number: 4760610, Patent by Bing T. Wu for Umbrella Hat.
2. ↑  History Link. Patten, Robert W. (1832-1913), Seattle's famed Umbrella Man. HistoryLink.org Essay 3149
3. ↑  “The Brockabrella”. 《St. Louis Post-Dispatch》. 2010년 7월 2일. 2014년 10월 28일에 확인함.
4. ↑  “August A. Busch, Jr.and Lou Brock Wearing Umbrella Hats”. 《Corbis Images》. 2014년 10월 28일에 확인함.

- Paul Dorpat, "지금과 그때 : 우산 남자", 시애틀 타임즈, Pacific Northwest Magazine, 1998년 4월 5일.

## 같이 보기
- 삿갓